# Il mio amico Jekyll
Il mio amico Jekyll è un film del 1960 diretto da Marino Girolami, parodia del personaggio protagonista e dei numerosi film ispirati al noto romanzo Lo strano caso del dottor Jekyll e del signor Hyde dello scrittore Robert Louis Stevenson.

## Trama
Il professor Giacinto è un mite direttore di un istituto per la rieducazione delle ragazze malviventi. Il lavoro promette bene, ma ogni notte Giacinto viene rapito da un pazzo chiamato "Dottor Jekyll", che gli somministra nel suo laboratorio strani sieri. Il loro effetto ben presto trasforma Giacinto nel sadico Professor Fabius, che si reca nell'istituto per compiere atti licenziosi e violenti verso le ragazze, finché un poliziotto non scopre il retroscena.

## Incassi
Il mio amico Jekyll incassò circa 157 milioni di lire italiane.

## Critica
(Fantafilm)